# Hyperaspis querquesi
Hyperaspis querquesi är en skalbaggsart som beskrevs av Nutting 1980. Hyperaspis querquesi ingår i släktet Hyperaspis och familjen nyckelpigor. Inga underarter finns listade i Catalogue of Life.